# Teoria de modelo abstrato
Na lógica matemática, a teoria de modelo abstrato é uma generalização da teoria dos modelos que estuda as propriedades gerais de extensões de a lógica de primeira ordem e os seus modelos.
Teoria de modelo abstrato fornece uma abordagem que nos permite dar um passo para trás e o estudo de uma ampla gama de lógicas e suas relações. O ponto de partida para o estudo de modelos abstratos, o que resultou em bons exemplos foi o teorema de Lindström.
Em 1974 Jon Barwise fornecida uma axiomatização da teoria de modelo abstrato.

## Ler mais
- Jon Barwise; Solomon Feferman (1985). Model-theoretic logics. [S.l.]: Springer-Verlag. ISBN 978-0-387-90936-3